# Теракт в Турку
Теракт в Турку (фин. Turun terrori-isku) — массовая резня на центральной Торговой площади и прилегающих к ней улицах Кауппиаскату и Маарианкату в городе Турку (Финляндия), произошедшая 18 августа 2017 года. В ходе теракта два человека погибли и восемь получили ранения разной степени тяжести. Преступление было совершено гражданином Марокко Абдеррахманом Буананом, который в 2016 году прибыл в Финляндию как проситель убежища, но в том же году получил отказ. События в Турку стали одним из терактов, произошедших один за другим в эти дни: накануне, 17 августа, грузовик в Барселоне протаранил толпу людей, в результате чего погибли 13 человек и более 100 получили ранения, а на следующий день, 19 августа, выходец из Дагестана поджёг в Сургуте торговый центр, после чего напал с ножом и топором на прохожих на улице, ранив 8 человек.
В феврале 2018 года было закончено предварительное полицейское расследование по статье «терроризм». В СМИ отмечается, что этот теракт — первое столкновение Финляндии с нападением исламских экстремистов.
15 июня 2018 года Буанан был приговорён к пожизненному заключению.

## Хроника событий

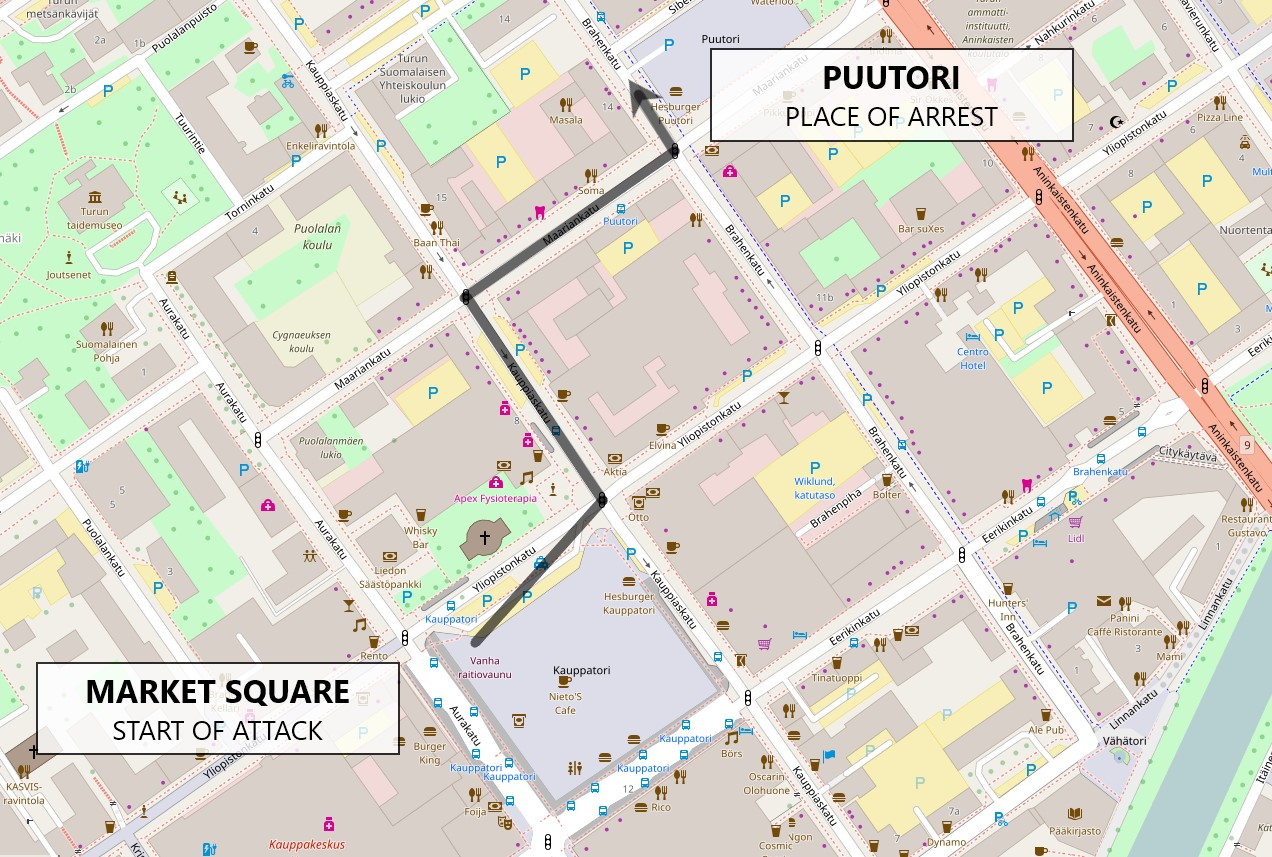
Схема движения террориста

Накануне теракта, 17 августа 2017 года, сотрудник полиции безопасности SUPO Пекка Хилтунен сделал заявление, что в связи с терактом в Барселоне нет оснований поднимать уровень террористической угрозы в Финляндии, отметив при этом, что «в Испании ситуация другая, поскольку теракты в стране были и раньше» и что «туристические места становятся объектами террористов».
18 августа, около 16:00 на центральной Торговой площади в городе Турку 18-летний гражданин Марокко устроил массовую резню, в ходе которой пострадали в общей сложности 10 человек (1 скончалась на месте, 9 были госпитализированы, при этом ещё 1 скончалась в больнице, трое находятся в реанимации, остальным оказана оперативная медицинская помощь). Погибли две гражданки Финляндии (1951 и 1986 года рождения), а среди пострадавших, кроме граждан Финляндии, были 1 гражданин Италии, 1 гражданин Швеции и 1 швед, подданный Великобритании. Возраст получивших ранения — от 15 до 67 лет. Один из раненых — младше 18 лет. Все остальные — совершеннолетние.
В ходе полицейской операции нападавший, 18-летний гражданин Марокко Абдеррахман Мешках, был ранен выстрелом в ногу, задержан и доставлен в университетскую больницу.

## Расследование
Следствие по статье «терроризм» ведётся в сотрудничестве с Полицией безопасности SUPO, Погранохраной и Европолом.
Объявленный полицией в розыск белый Fiat Ducato был найден в тот же день вечером. Тогда же был обыскан дом владельца машины в Турку, а также, по сообщениям газеты Turun Sanomat, произведены обыски в центре по приёму беженцев в Пансио. Было задержано ещё трое граждан Марокко, которые подозревались «в причастности к убийствам с террористическими целями» и «покушениям на убийство с террористическими целями»; полицией были запрошены ордеры на их арест. Позднее задержанные были отпущены и обвинения с них сняты, а ещё один подозреваемый объявлен в международный розыск.
По сообщениям Полиции безопасности SUPO, в начале 2017 года лицо иностранного происхождения извещало органы безопасности Финляндии о возможной радикализации и интересе к экстремистским идеям Абдеррахмана.

### Нападавший
В ходе полицейской операции по задержанию, нападавший мужчина был ранен выстрелом в ногу, доставлен в университетскую больницу города Турку, а позднее, после получения ордера на арест, 23 августа переведён в тюремную больницу города Хямеенлинна. После прохождения лечения, 7 сентября подозреваемый был переведён в тюрьму Турку, где будет находиться под стражей до вынесения обвинения (максимально до 28 февраля 2018 года).
В ходе расследования выяснилось, что имя подозреваемого гражданина Марокко не Абдеррахман Мешках, а Абдеррахман Буанан и год его рождения не 1998, а 1994 год. С 2015 по 2016 год он жил в Гамбурге и федеральной земле Северный Рейн-Вестфалия, возможно и в других местах. В ноябре 2015 года он был задержан в Гамбурге, когда пытался проехать на поезде без билета. У него не было удостоверения личности, и полиция сняла его отпечатки пальцев.
В конце весны 2016 года прибыл в Финляндию в качестве просителя убежища и получил отказ на своё прошение в конце 2016 года. Подвергся влиянию пропаганды Исламского государства и радикальной идеологии исламистов за несколько недель или месяцев до нападения. Написал манифест и зачитал его на видео перед Кафедральным собором Турку. Непосредственно перед нападением опубликовал видео с манифестом в соцсети и имел два альтернативных плана действий.
В октябре 2017 года подозреваемый был направлен судом на судебно-психиатрическую экспертизу, которая должна была быть завершена до конца января 2018 года.

## Реакция

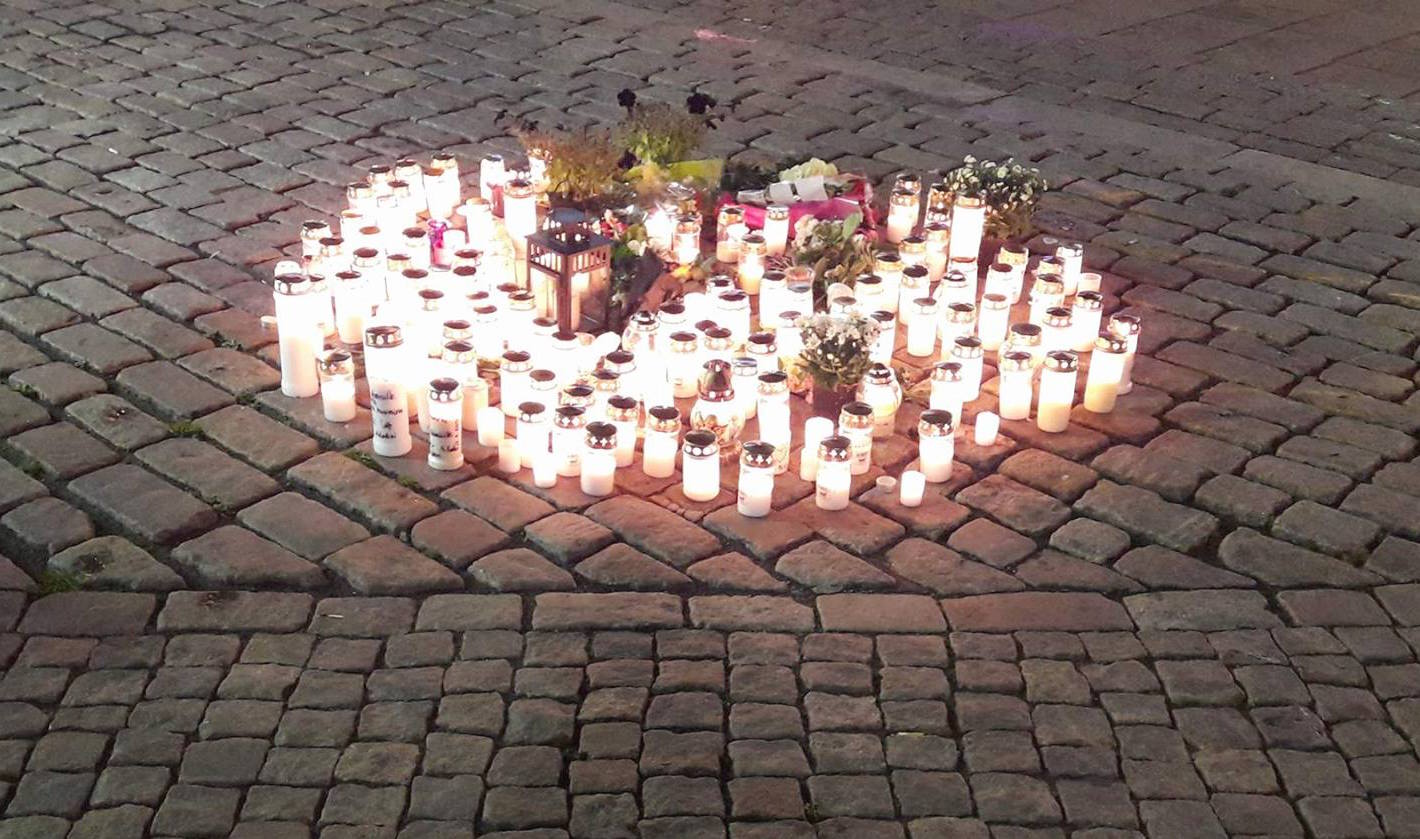
Свечи на Торговой площади Турку на следующий день после теракта

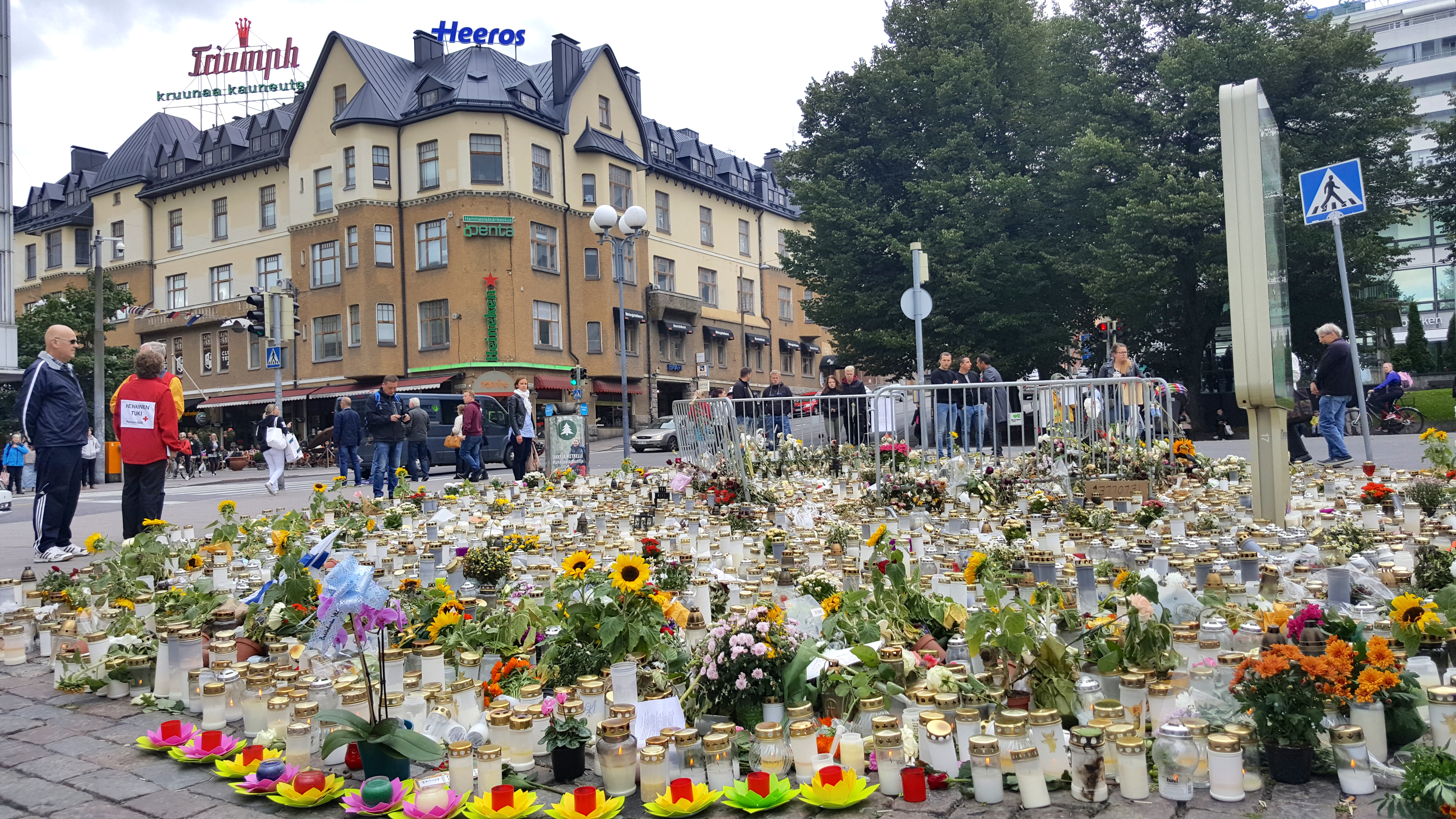

19 августа президент Финляндии Саули Ниинистё выразил соболезнования родным и близким жертв теракта, высоко оценил действия людей, которые помогали жертвам, возложил букет цветов на стихийно возникший народный мемориал на рыночной площади Турку, а также подчеркнул важность спокойного разговора об иммиграции, несмотря на эмоциональность вопроса.
19 августа премьер-министр Финляндии Юха Сипиля созвал правительство на экстренное совещание, по всей стране в субботу были приспущены государственные флаги, а в воскресенье в 10:00 по всей стране объявлена минута молчания. Также Юха Сипиля снова призвал парламентские партии ускорить принятие решения касательно обновления законов о разведывательной деятельности, что требует согласия абсолютного большинства парламента — 5/6 депутатов.
20 августа Исламский совет Финляндии Sine, а также Форум марокканцев Финляндии осудили теракт, отметив, что среди тех, кто пришёл на помощь жертвам, были также два мусульманина, которые попытались остановить нападавшего.
31 августа правительство Финляндия объявило, что пересмотрит законы о терроризме и увеличит финансирование силовиков, обеспечивающих безопасность, также в подозрение попал 23-летный гражданин Узбекистана Зухриддин Рашидов, также имеющей финское гражданство.
7 сентября 2017 года лидеры парламентских партий Финляндии обратились к гражданам страны с совместным призывом прекратить риторику ненависти, развернувшуюся в соцсетях после теракта.

### Комментарии аналитиков
Старший научный сотрудник Jane’s Information Group (Jane’s Counter Terrorism) Отсо Ихо указывает на некоторую закономерность этнического происхождения нападавшего в Турку и террористов в Барселоне, прибывших из Марокко, поскольку в этой стране, по его мнению, как и в Северной Африке в целом, отмечается усиление движения джихада. Тот же марокканский след в серии террористических атак в Европе усматривает и исследователи из Шведской академии обороны Магнус Ранстроп.
Исследователь в области войн и терроризма доктор Антти Паронен отмечает, что с терактом в Турку Финляндия перешагнула рубикон, когда с терроризмом в стране можно было бороться превентивными мерами, и вступила в фазу, которая будет отмечена усилением расизма и силовыми методами преодоления угроз.
Исследователь в области геополитических конфликтов Алан Салехзаде, комментируя первый в Финляндии теракт, связывает увеличение числа террористических атак в Европе с потерей позиций ИГ на Ближнем Востоке и эффективного использования исламистами системы предоставления убежища европейскими странами, позволяющей им свободно проживать на европейском континенте, получая государственную поддержку, что было показательно на терактах в Париже в 2015 году. Укоренение исламизма и джихада исследователь называет «опасным врагом и великим противником западных ценностей».

## Судебное разбирательство
27 февраля 2018 года Абдеррахману Буанану заместителем генерального прокурора было предъявлено обвинение в двух убийствах с террористическими намерениями и восьми покушениях на убийствах с теми же намерениями. Адвокат подозреваемого Каарл Гуммерус отказался комментировать ситуацию, указав, что его аргументы будут предъявлены лишь во время суда, когда будут оглашены заключения судебно-психиатрической экспертизы.
Суд начался 9 апреля 2018 года в Турку в уездном суде области Варсинайс-Суоми, при этом, согласно постановлению суда, во время судебных заседаний подозреваемый находился в наручниках. Прокурор потребовал обвинить Буанана в двух убийствах и восьми покушениях на убийство с террористическими намерениями. Сам Буанан признал, что прибыл на площадь с целью совершить террористический акт. В то же время адвокаты Буанана заявили, что определение террористических намерений в уголовном кодексе Финляндии не соответствует тем действиям, которые совершил Буанан в тот день, и настаивали на применении к их подзащитному статьи «непредумышленное убийство».
15 июня 2018 года суд признал Буанана в двух убийствах и восьми покушениях на убийство с террористическими намерениями и приговорил его к пожизненному заключению (в Финляндии — это 12 лет); кроме того, суд обязал Буанана выплатить жертвам и их родственникам компенсацию в размере 450 тысяч евро. 21 сентября 2018 года адвокат осуждённого заявил, что будет подана апелляция в суд второй инстанции.
11 января 2019 года в надворном суде Турку прошло подготовительное заседание. Суд вынес решение, что основные слушания пройдут в тюрьме Турку, так как осужденный марокканец Абдеррахман Буанан заявил через своего адвоката, что не хочет присутствовать на суде. Основные судебные слушания пройдут в феврале.